# Kurt Orlowski
Kurt Bernhard Orlowski (* 21. April 1905 in Essen; † 18. Januar 1987 in Velbert) war ein deutscher Fußballspieler.
Orlowski wuchs im Essener Stadtteil Stoppenberg als Sohn eines Essener Bergmanns auf. 1921 schloss er sich dem erst einige Jahre zuvor gegründeten Verein BV Stoppenberg an, wo er in den folgenden drei Jahren zu einer festen Größe der Mannschaft wurde. 1924 folgte der Wechsel zu ETB Schwarz-Weiß Essen in die Ruhrgauliga. Auch dort konnte sich Orlowski etablieren und half der Mannschaft als Mittelläufer in der Saison 1927/28 zu einem starken 1. Platz. Die anschließenden Endspiele um die Gaumeisterschaft gegen den FC Schalke 04 gingen jedoch mit 1:2 und 2:4 verloren. Gemeinsam mit Torjäger Ernst Pörtgen führte Orlowski die Mannschaft zu zwei weiteren ersten Plätzen in ihrer Staffel, ohne die Bezirksmeisterschaft gewinnen zu können. 1932 verließ er schließlich Essen und schloss sich der SpVgg Sülz 07 an. In Köln wurde er jedoch 1933 zum Berufsspieler erklärt und vom Spielbetrieb ausgeschlossen. Anschließend ging Orlowski zurück nach Essen und spielte – nach Ablauf seiner Sperre – für einige unterklassige Vereine, ohne wieder an seine vorherigen Erfolge anknüpfen zu können.
Im Anschluss an seine aktive Karriere war er lange Jahre als Trainer für unterklassige Essener Vereine aktiv und führte gemeinsam mit seiner Frau einen Sportartikelladen in der Essener Innenstadt. Nach kurzer Krankheit verstarb Orlowski am 18. Januar 1987.
Obwohl Orlowski mehrmals für die deutsche Nationalmannschaft berufen wurde, absolvierte er kein Länderspiel. Zuletzt berufen wurde er für das Länderspiel am 1. Juli 1932 gegen Finnland, welches die deutsche Auswahl mit 4:1 gewinnen konnte.